# Jim Piggott Memorial Trophy
Jim Piggott Memorial Trophy – nagroda przyznawana w każdym sezonie najlepszemu debiutantowi sezonu Western Hockey League. Nazwa trofeum została nadana od imienia i nazwiska Jima Piggotta, który założył zespół Saskatoon Blades i był jednym z pierwszych prezydentów ligi WHL.

## Lista nagrodzonych
- 2016–2017: Aleksi Heponiemi, Swift Current Broncos
- 2015–2016: Matthew Phillips, Victoria Royals
- 2014–2015: Nolan Patrick, Brandon Wheat Kings
- 2013–2014: Nick Merkley, Kelowna Rockets
- 2012–2013: Seth Jones, Portland Winterhawks
- 2011–2012: Sam Reinhart, Kootenay Ice
- 2010–2011: Mathew Dumba, Red Deer Rebels
- 2009–2010: Ryan Nugent-Hopkins, Red Deer Rebels
- 2008–2009: Brett Connolly, Prince George Cougars
- 2007–2008: Brayden Schenn, Brandon Wheat Kings
- 2006–2007: Kyle Beach, Everett Silvertips
- 2005–2006: Peter Mueller, Everett Silvertips
- 2004–2005: Tyler Plante, Brandon Wheat Kings
- 2003–2004: Gilbert Brulé, Vancouver Giants
- 2002–2003: Matt Ellison, Red Deer Rebels
- 2001–2002: Braydon Coburn, Portland Winter Hawks
- 2000–2001: Scottie Upshall, Kamloops Blazers
- 1999–2000: Dan Blackburn, Kootenay Ice
- 1998–1999: Pavel Brendl, Calgary Hitmen
- 1997–1998: Marián Hossa, Portland Winter Hawks
- 1996–1997: Donavon Nunweiler, Moose Jaw Warriors
- 1995–1996: Chris Phillips, Prince Albert Raiders
- 1994–1995: Todd Robinson, Portland Winter Hawks
- 1993–1994: Wade Redden, Brandon Wheat Kings
- 1992–1993: Jeff Friesen, Regina Pats
- 1991–1992: Ashley Buckberger, Swift Current Broncos
- 1990–1991: Donevan Hextall, Prince Albert Raiders
- 1989–1990: Petr Nedvěd, Seattle Thunderbirds
- 1988–1989: Wes Walz, Lethbirdge Hurricanes
- 1987–1988: Stu Barnes, New Westminster Bruins
- 1986–1987: Dennis Holland, Portland Winter Hawks; Joe Sakic, Swift Current Broncos
- 1985–1986: Ron Shudra, Kamloops Blazers; Dave Waldie, Portland Winter Hawks; Neil Brady, Medicine Hat Tigers
- 1984–1985: Mark Mackay, Moose Jaw Warriors
- 1983–1984: Cliff Ronning, New Westminster Bruins
- 1982–1983: Dan Hodgson, Prince Albert Raiders
- 1981–1982: Dale Derkatch, Regina Pats
- 1980–1981: Dave Michayluk, Regina Pats
- 1979–1980: Grant Fuhr, Victoria Cougars
- 1978–1979: Kelly Kisio, Calgary Wranglers
- 1977–1978: Keith Brown, Portland Winter Hawks; John Ogrodnick, New Westminster Bruins
- 1976–1977: Brian Propp, Brandon Wheat Kings
- 1975–1976: Steve Tambellini, Lethbridge Hurricanes
- 1974–1975: Don Murdoch, Medicine Hat Tigers
- 1973–1974: Cam Connor, Flin Flon Bombers
- 1972–1973: Rick Blight, Brandon Wheat Kings
- 1971–1972: Dennis Sobchuk, Regina Pats
- 1970–1971: Stan Weir, Medicine Hat Tigers
- 1969–1970: Gene Carr, Flin Flon Bombers
- 1968–1969: Ron Williams, Edmonton Oil Kings
- 1967–1968: Ron Fairbrother, Saskatoon Blades
- 1966–1967: Ron Garwasiuk, Regina Pats